# Áo dài

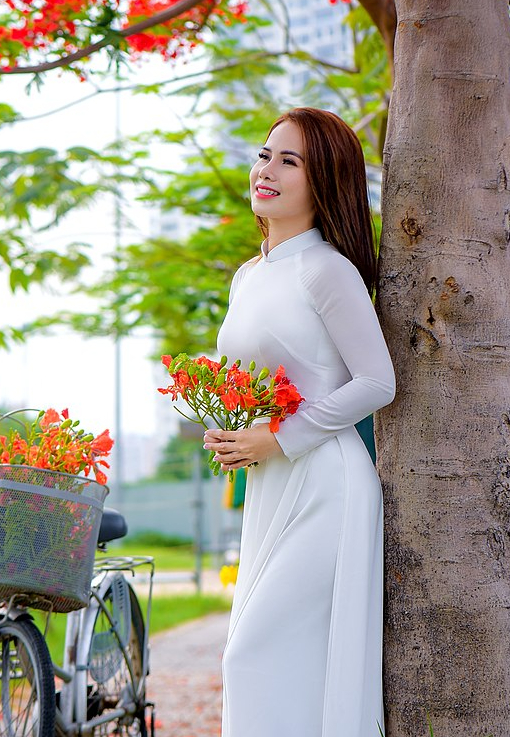
Kobieta ma na sobie Áo dài.

Áo dài (długa bluzka, wymowa: ǎːwzâːj) − wietnamski strój narodowy, rodzaj długiej przylegającej tuniki, noszonej na spodniach. Współczesny auzaj wywodzi się z XIX-wiecznego stroju arystokracji áo ngũ thân. Auzaje noszą zarówno kobiety, jak i mężczyźni.